# 電気伝導
電気伝導（でんきでんどう、英: electrical conduction）は、電場（電界）を印加された物質中の荷電粒子が、電場（電界）に導かれて移動する現象である。電気伝導が起こることを、電流が流れるという。電荷担体は主として電子であるが、イオンや正孔などもこれに該当する。
荷電粒子が移動する際には、移動を妨げようとする力が働く。これを電気抵抗という。抵抗の原因としては、格子振動や不純物による散乱などが挙げられる。

## 電気抵抗率

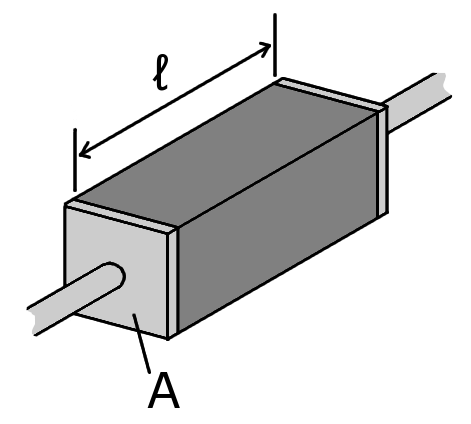
電流が流れる物体の断面積を A、長さをlとする

オームの法則より、電流 I と電気抵抗 R は以下の関係にある。
{\displaystyle V=\,IR}
また電気抵抗 R は、電流の流れる物体（導体）の長さを l 、断面積を A とすると以下のように表せる。
{\displaystyle R=\,\rho {l \over A}}
このとき比例係数 ρ を電気抵抗率という。単に抵抗率（ていこうりつ）ともいい、また比抵抗とも呼ばれる。単位はオームメートル [Ω・m] を用いる。

## 電気伝導率
電気抵抗率の逆数 σ を電気伝導率（EC）という。導電率（どうでんりつ）または電気伝導度（でんきでんどうど）ともいう。単位はジーメンス毎メートル [S/m] または毎オーム毎メートル [Ω-1・m-1] を用いる。
{\displaystyle \sigma ={1 \over \rho }}
電場をEとすると、電流密度 J と電気伝動率 σ は以下の関係にある。
{\displaystyle J=\,\sigma E}
以上は、一次元あるいは完全に等方的な場合を仮定してのものである。これを三次元に拡張すると、電気伝導率はテンソルで表現される。
{\displaystyle J_{\alpha }=\,\sum _{\beta }\sigma _{\alpha \beta }E_{\beta }}

## 電気伝導の理論
オームの法則 をはじめとする電気伝導のミクロな理論は、電子の存在が実験的に確認されて間もなく、ドルーデが古典的に行った。ドルーデはマクスウェルやボルツマンによる気体分子運動論を応用し、金属中の電子を古典的な自由電子気体としたドルーデモデルによってウィーデマン・フランツの法則を導いた。その後ローレンツは、電子の速度分布を考慮することでドルーデモデルを改良した。ドルーデモデルとそれを改良したローレンツの理論は、古典電子論と呼ばれる。
量子力学の適用はゾンマーフェルトによって行われ、電子はフェルミ分布に従うとした。これをドルーデ＝ゾンマーフェルト模型と呼ばれる。
以上は基本的に固体中の電子を自由電子と見なしているが、電子は固体(結晶)がもつ規則性により周期的なポテンシャルを感じ、その結果ブロッホの定理を満たさなければならない。また格子は熱振動するため、固体中の電子は格子振動(フォノン)と相互作用する。これを電子-フォノン相互作用と呼ぶ。
非平衡の量子統計力学では、久保亮五が線形応答の範囲で輸送係数の一般公式を与えた。これはグリーン–久保公式などと呼ばれる。
久保理論では体積が無限大の系を想定しているが、サイズが有限な系、とくにメゾスコピック系の電気伝導としては、ランダウアー公式が知られている。

## 電気伝導の荷電粒子モデル
荷電粒子の力学的な運動を調べることによって電気伝導率を導くことができる。
電場を E 、電場によって加速される荷電粒子の電荷を e 、質量を m 、速度を v 、緩和時間を τ とすると、以下の荷電粒子の運動方程式を導き出せる。
{\displaystyle m{\mathrm {d} \mathbf {v}  \over {\mathrm {d} t}}=-e\mathbf {E} -{m\mathbf {v}  \over {\tau }}}
加速と抵抗が釣り合えば、終端速度に達する。すると上式の左辺はゼロとなるから、
{\displaystyle v={|e|E\tau  \over m}}
となる。電場の方向の電流密度を j 、単位体積あたりの荷電粒子の数を n とすると、
{\displaystyle j=nev={ne^{2}\tau  \over m}E}
となり、電気伝導率 σ は移動度 μ を用いて以下のように求められる。
{\displaystyle \sigma =ne\mu ={ne^{2}\tau  \over m}}

## 農学における電気伝導
農学、特に植物の栽培において電気伝導率は、土壌溶液または培養液中のイオン総量を示す指針としても扱われる。単位はデシジーメンス毎メートル [dS/m] やミリジーメンス毎センチメートル [mS/cm] が多く用いられる。
1 S/m = 10 dS/m = 10 mS/cm
電気伝導率は導電率計（ECメーター）を用いて測定される。養液栽培においては、その電気伝導率の値を調べることで、与える肥料の過不足の状態について大まかに知ることができる。